# Roots Radics

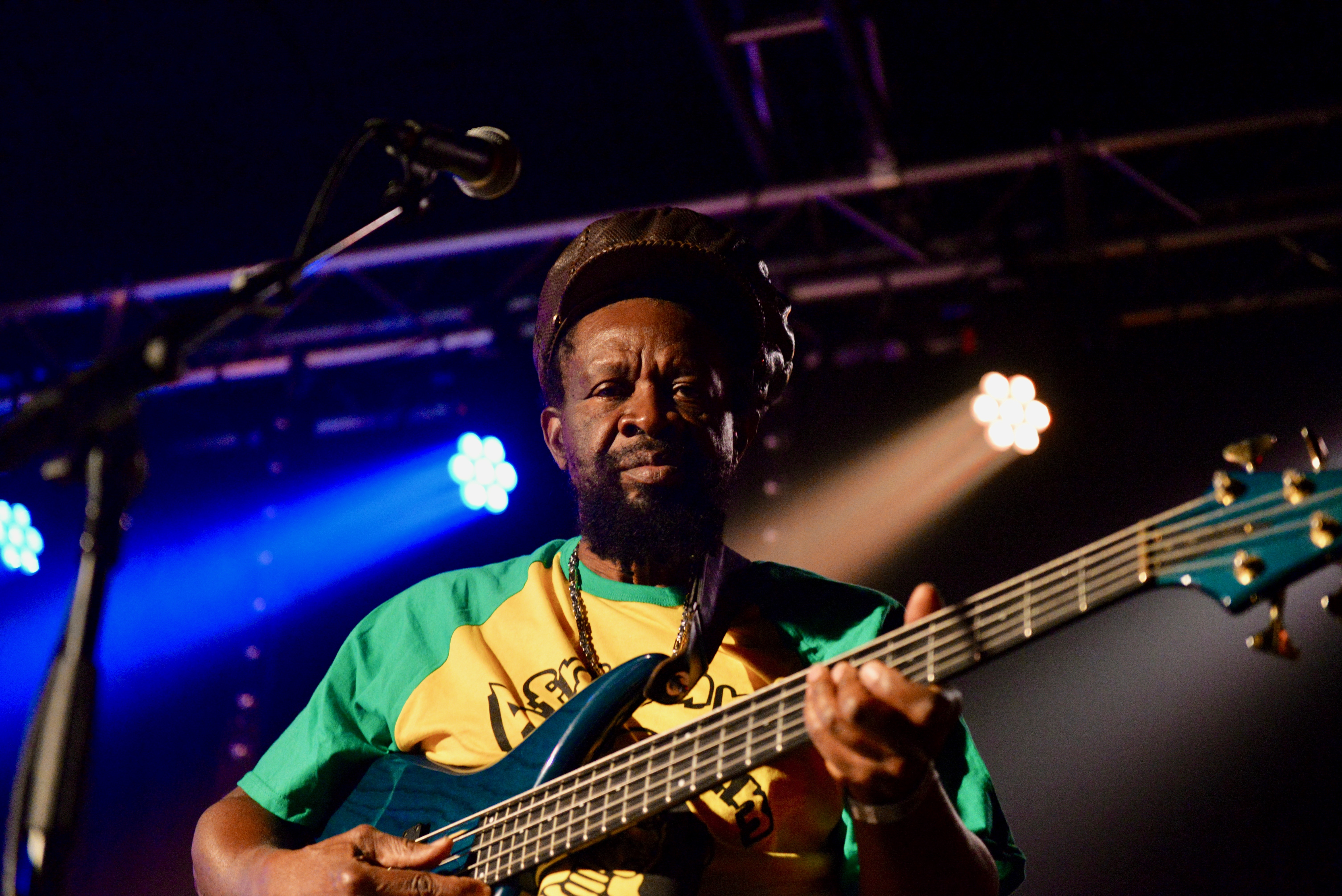
Errol „Flabba“ Holt im Konzert in Antwerpen am 16. Juni 2018

Die Roots Radics sind eine 1978 gegründete Reggae-Band aus Jamaika.

## Bandgeschichte
Die späteren Mitglieder der Roots Radics, der Bassist Errol „Flabba“ Holt und Gitarrist und Sänger Eric „Bingi Bunny“ Lamont, lernten sich kennen, als sie beide Anfang der 1970er Jahre in der Band The Morwells spielten. Sie machten dann zunächst bei den Revolutionaries mit, der damaligen Hausband von Channel One. Nachdem Robbie Shakespeare und Sly Dunbar die Band verließen, um mit Taxi Records ihr eigenes Label zu gründen, gründeten Errol Holt und Eric Lamont im Jahr 1978 zusammen mit anderen, im Laufe der Zeit wechselnden Musikern die Roots Radics. Darunter war Lincoln Valentine „Style“ Scott, der von 1979 bis 1983 Schlagzeuger der Roots Radics war und später Bandleader von Dub Syndicate und Koproduzent bei Adrian Sherwood wurde. Weitere Musiker waren u. a. Noel Bailey (Gitarre), Dwight Pinkney (Gitarre, Gesang), Roy Hamilton (Gitarre), Carlton Davis (Schlagzeug), Eric „Fish“ Clarke (Schlagzeug) und Wycliffe „Steely“ Johnson (Keyboards).
Die Roots Radics arbeiteten Ende der 1970er bei Channel One unter Produzent Henry „Junjo“ Lawes, der sie mit dem jungen Barrington Levy zusammenbrachte: Gemeinsam wurde 1979 Bounty Hunter, Barrington Levys Debütalbum aufgenommen, das äußerst erfolgreich war. Die Roots Radics spielten auch zusammen mit dem bereits populären Gregory Isaacs, sie begleiteten ihn auf Tourneen und im Studio, u. a. beim Erfolgsalbum Night Nurse von 1982. Die Roots Radics entwickelten sich so zu einer der angesehensten und gefragtesten Session-Bands Jamaikas und prägten Anfang der 1980er den Sound des frühen Dancehall mit. Ihr Einfluss nahm Mitte der 1980er wieder etwas ab, als sich im Dancehall mehr und mehr digitale Sounds durchsetzten. Die Roots Radics blieben aber im Geschäft und arbeiteten als Studio- und Live-Band mit einer ganzen Reihe weiterer Künstler zusammen, darunter beispielsweise Bunny Wailer, Israel Vibration, Sugar Minott, die Wailing Souls, King Tubby und Eek-A-Mouse. Mit Prince Far-I gingen sie unter dem Namen The Arabs auf Tour durch Großbritannien.
Seit Ende der 1980er Jahre entdeckten sie ihre eigenen gesanglichen Qualitäten wieder, bzw. die von Lamont und Pinkney – man nahm einige Platten auf und ging allein auf Tour. Hot We Hot erschien 1988, 1990 gefolgt von Forward Ever, Backwards Never und 1992 World Peace Three. Die Alben reichten stilistisch von Roots bis Lovers Rock. Das 1996 folgende Album Radically Radics ging, wie auch schon Hot We Hot, zum Teil stärker in Richtung Dancehall. Sie arbeiteten auch immer noch mit anderen Musikern zusammen, u. a. 1996 mit Dennis Brown an Milk and Honey.
Gründungsmitglied Eric „Bingi Bunny“ Lamont starb 1993 im Alter von 38 Jahren. Lincoln Valentine „Style“ Scott wurde am 9. Oktober 2014 im jamaikanischen Manchester in seinem Haus tot aufgefunden. Die Umstände sprachen für Mord.

## Diskografie (Auswahl)
- 1988: Hot We Hot (Ras)
- 1989: Hot We Hot Dub (ROIR)
- 1990: Forwards Ever, Backwards Never (Heartbeat)
- 1992: World Peace III (Heartbeat)
- 1996: Radically Radics (Ras)